# Estadio Ciudad de Libertad
El estadio Raúl Roberto Sabureau es el estadio del Club Atlético Ferrocarril Midland. Está ubicado en Libertad, Provincia de Buenos Aires, Argentina.

## Ubicación
Se encuentra sobre la Av. Eva Perón (ex Av. Patricios) entre las calles Viamonte y Padilla, en el barrio centro de la ciudad de Libertad.